# Sigiełki
Sigiełki – wieś w Polsce położona w województwie podkarpackim, w powiecie niżańskim, w gminie Krzeszów.
| SIMC    | Nazwa          | Rodzaj    |
| ------- | -------------- | --------- |
| 0797091 | Łazy Naklickie | część wsi |

W latach 1975–1998 miejscowość administracyjnie należała do województwa tarnobrzeskiego.
Przez wieś przebiega żółty szlak turystyczny z Sandomierza do Leżajska.
Wierni Kościoła rzymskokatolickiego należą do parafii Parafia św. Andrzeja Boboli w Bystrem.